# Eucorys bartschi
Eucorys bartschi is een slakkensoort uit de familie van de Cassidae. De wetenschappelijke naam van de soort is voor het eerst geldig gepubliceerd in 1943 door Rehder.